# Aeroporti in Kazakistan
Questa voce contiene una lista degli aeroporti del Kazakistan, denominati come stabilito dall'Organizzazione internazionale dell'aviazione civile (ICAO) e ordinati per tipologia.

## Classificazione
La classificazione degli aeroporti in Kazakistan è definita dal Comitato dell'Aviazione Civile del Kazakistan (russo: Комитет гражданской авиации; inglese: Civil Aviation Committee), l'autorità nazionale dell'aviazione civile di quel Paese e che è emanazione del Ministero dei Trasporti e delle Comunicazioni della Repubblica del Kazakistan.
Il 30 maggio 2013, il Comitato ha pubblicato la lista aggiornata degli aeroporti nazionali kazaki e la lista degli aeroporti nazionali classificati come:
- internazionali: aeroporti dotati di strutture doganali atte a svolgere traffico internazionale;
- nazionali: aeroporti utilizzati per voli domestici.

A luglio 2013 in Paese ospita 21 aeroporti, di cui solo 6 classificati come nazionali.

## Aeroporti

### Civili

#### Classificati dal Comitato dell'Aviazione Civile del Kazakistan
| Nome ECCAIRS dell'aeroporto | Località  | Regione                   | IATA | ICAO | Classificazione | Coordinate             |
| --------------------------- | --------- | ------------------------- | ---- | ---- | --------------- | ---------------------- |
| Aeroporto di Aqtöbe         | Aqtöbe    | Aqtöbe                    | AKX  | UATT | Internazionale  | 50°14′44″N 57°12′24″E  |
| Aeroporto di Almaty         | Almaty    | Almaty                    | ALA  | UAAA | Internazionale  | 43°21′07″N 77°02′26″E  |
| Aeroporto di Astana         | Astana    | Aqmola                    | NQZ  | UACC | Internazionale  | 51°01′20″N 71°28′01″E  |
| Aeroporto di Taraz          | Taraz     | Zhambyl                   | DMB  | UADD | Internazionale  | 42°51′13″N 71°18′10″E  |
| Aeroporto di Atyrau         | Atyrau    | Atyrau                    | GUW  | UATG | Internazionale  | 47°07′18″N 51°49′17″E  |
| Aeroporto di Kökšetau       | Kókshetaý | Aqmola                    | KOV  | UACK | Nazionale       | 53°19′48″N 69°35′48″E  |
| Aeroporto di Qyzylorda      | Qyzylorda | Qyzylorda                 | KZO  | UAOO | Nazionale       | 44°42′24″N 65°35′32″E  |
| Aeroporto di Qostanay       | Qostanay  | Qostanay                  | KSN  | UAUU | Internazionale  | 53°12′24″N 63°33′01″E  |
| Aeroporto di Semej          | Semej     | Kazakistan Orientale      | PLX  | UASS | Internazionale  | 6°03′29″N 125°05′46″E  |
| Aeroporto di Şımkent        | Şımkent   | Turkistan                 | CIT  | UAII | Internazionale  | 42°21′54″N 69°28′30″E  |
| Aeroporto di Karaganda      | Karaganda | Karaganda                 | KGF  | UAKK | Internazionale  | 49°40′14″N 73°20′03″E  |
| Aeroporto di Uralsk         | Oral      | Kazakistan Occidentale    | URA  | UARR | Internazionale  | 51°09′02″N 51°32′35″E  |
| Aeroporto di Öskemen        | Óskemen   | Kazakistan Orientale      | UKK  | UASK | Internazionale  | 50°02′11″N 82°29′39″E  |
| Aeroporto di Aktau          | Aktau     | Mangghystau               | SCO  | UATE | Internazionale  | 43°51′36″N 51°05′31″E  |
| Aeroporto di Petropavl      | Petropavl | Kazakistan Settentrionale | PPK  | UAKP | Internazionale  | 54°46′28″N 122°29′36″E |